# Mitsuru Maruoka
Mitsuru Maruoka (jap. 丸岡 満, Maruoka Mitsuru; * 6. Januar 1996 in Tokushima, Präfektur Tokushima) ist ein japanischer Fußballspieler.

## Karriere
Maruoka besuchte die Mittelschule Kawauchi und trat mit 16 Jahren in die Jugendmannschaft von Cerezo Osaka ein. Danach besuchte er die Kōkoku-Oberschule, eine private Jungenschule, die bereits eine Vielzahl an Profisportlern hervorbrachte.
An seinem 18. Geburtstag am 6. Januar 2014 wechselte Maruoka bis zum 30. Juni 2015 auf Leihbasis zu Borussia Dortmund. Dort stand er im Kader der zweiten Mannschaft, die in der 3. Liga antritt. Außerdem kam er teilweise in der A-Jugend in der A-Junioren-Bundesliga und der UEFA Youth League zum Einsatz. Sein Debüt in der 3. Liga gab Maruoka am 25. Januar 2014 im Auswärtsspiel bei der SpVgg Unterhaching. Am 20. September gab er beim Gastspiel des BVB beim 1. FSV Mainz 05 sein Bundesliga-Debüt, als er in der 80. Spielminute für Sven Bender eingewechselt wurde.
Im Sommer 2015 wurde die Leihe um eine Spielzeit verlängert. Da er sich auch in der zweiten Mannschaft nicht durchsetzen konnte, kehrte er nach zweijähriger Leihe vorzeitig im Dezember 2015 zu seinem Stammverein Cerezo Osaka zurück. Von Juli 2017 bis Januar 2018 wurde er an den Zweitligisten V-Varen Nagasaki. Mit dem Verein aus Nagasaki wurde er am Ende der Saison Vizemeister und stieg in die erste Liga auf. Direkt im Anschluss wurde er für die Saison 2018 an den Zweitligisten Renofa Yamaguchi FC nach Yamaguchi ausgeliehen. Anfang 2019 kehrte er nach der Ausleihe zu Osaka zurück. Die Saison 2019 spielte er für die U23-Mannschaft von Osaka in der dritten Liga, der J3 League. Nach Vertragsende in Osaka war er von Anfang 2020 bis Mitte 2020 vertrags- und vereinslos. Mitte 2020 ging er nach Thailand. Hier unterschrieb er einen Vertrag beim Erstligaaufsteiger BG Pathum United FC in Pathum Thani. Nach einer überragenden Saison 2020/21 wurde er mit BG am 24. Spieltag mit 19 Punkten Vorsprung thailändischer Fußballmeister. Für BG Pathum United absolvierte er zwölf Erstligaspiele. Nach der Saison wurde sein Vertrag nicht verlängert. Vom 19. April 2021 bis Januar 2022 war er vertrags- und vereinslos. Am 24. Januar 2022 unterschrieb er in Südkorea einen Vertrag beim Gimpo FC. Das Fußballfranchise aus Gimpo spielt in der dritten Liga, der K3 League. Für Gimpo bestritt er sieben Ligaspiele. Am 10. Juli 2022 wechselte er nach Indonesien. Hier schloss er sich in Jakarta dem Erstligisten RANS Nusantara an.

## Erfolge
Cerezo Osaka
- J. League Cup: 2017

BG Pathum United FC
- Thai League: 2020/21

## Sonstiges
Mitsuru Maruoka ist der Bruder von Satoru Maruoka.